# 마츠모토 코시로 (10대)
10대 마츠모토 코시로(일본어: 十代目 松本 幸四郎 주다이메 마츠모토 코시로[*], 1973년 1월 8일 - )는 일본의 가부키 배우이다. 옥호는 코라이야, 정문은 후센쵸, 다른 문양은 요츠하나비시이다. 가부키 묘세키 "마츠모토 코시로"의 당대이다. 일본무용 마츠모토류의 3세 이에모토로써, 나토리나는 마츠모토 킨쇼(松本 錦升 (まつもと きんしょう)이다. 본명은 후지마 테루마사 (藤間 照薫), 프로필 상의 키는 175cm, 체중 80kg, 혈액형 AB형이다. 업무제휴는 쇼치쿠엔터테인먼트이다.

## 같이 보기
- 마츠모토 코시로